# Igor Mišina
Igor Mišina (* 29. dubna 1951 v Liptovském Mikuláši) je slovenský evangelický duchovní.
V letech 2000–2006 zastával úřad biskupa Východního distriktu Evangelické církve augsburského vyznání na Slovensku.